# Darkeden
DarkEden (koreanisch 다크에덴) ist ein kostenloses MMORPG in 3/4-Perspektive, das vom südkoreanischen Unternehmen SOFTON entwickelt wurde. Es ist das erste MMORPG mit einer Horror-Thematik.
DarkEden ist ein Hack-&-Slay-Spiel und ähnelt dem Computerspiel Diablo.

## Szenario
Schauplatz ist das fiktive osteuropäische Land Eslania, wo ein Krieg zwischen Menschen und Vampiren ausgebrochen ist. Die Vampir-Thematik wird mit Elementen aus Science-Fiction und asiatischer Mythologie zu einem leicht futuristischen Horror-Szenario kombiniert.
Der Spieler kann zwischen einer Ouster, einem Slayer und einem Vampir entscheiden.

## Anbieter
Die Lizenzen für den Spielbetrieb sind je nach geographischer Region an unterschiedliche Anbieter vergeben worden. Dabei kommen jeweils Spiel-Varianten zum Einsatz, die z. B. sprachlich angepasst wurden.
- Korea (Originalversion, nur für Koreaner)
- Japan
- Thailand
- International: Joymax
- DarkEden Global (Nachfolger der internationalen Version)